# بانی راتن
بانی راتن (انگلیسی: Bonnie Rotten؛ زاده ۹ مهٔ ۱۹۹۳) بازیگر و کارگردان پورنوگرافی و مدل فتیش آمریکایی است. او جوایز و نامزدی‌های متعددی را برای فعالیتش در پورن دریافت کرده‌است. در سال ۲۰۱۴ وی نخستین ستاره آلت پورن شد که جایزه ای‌وی‌ان بهترین بازیگر زن سال را برده‌است.

## اوایل زندگی
راتن اهل همیلتون، اوهایو است. وی اصالت ایتالیایی، آلمانی، لهستانی و یهودی دارد. پدربزرگ و مادربزرگش او را بزرگ کردند. او می‌گوید که نخستین تجربه جنسی وی در دوازده سالگی با پسری سیزده ساله بوده‌است. او ادعا می‌کند که نخستین تجربه جنسی وی با چندین مرد در سن شانزده سالگی بوده‌است. وی می‌گوید که در طول نوجوانی از لحاظ جنسی بسیار فعال بوده‌است. او در یک مصاحبه گفته‌است که: «پیش از ترک اوهایو بسیار بی‌بندوبار بودم. من با همه حال می‌کردم و با همه دوست دخترانم رابطه جنسی برقرار می‌کردم، همه چیزای باحال.»

## زندگی شخصی

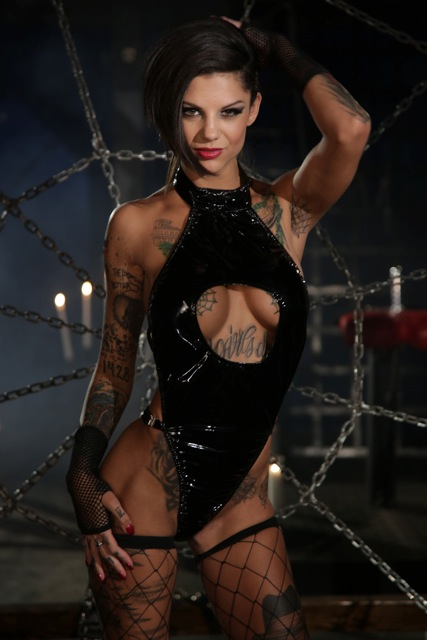
بانی راتن

راتن در مورد پدربزرگ و مادر بزرگش که او را بزرگ کرده‌اند با عشق سخن می‌گوید و گفته‌است که «آن‌ها کار بزرگی را انجام دادند.» در مه ۲۰۱۵، راتن اعلام کرد که باردار بوده‌است و در اواخر سال دخترش را به دنیا آورد.